# Olsza (Kraków)

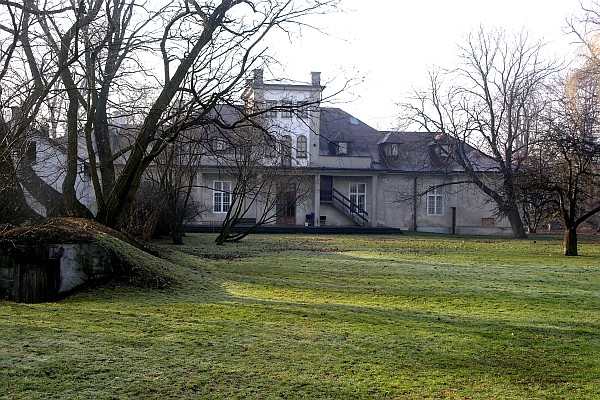
Dwór Potockich

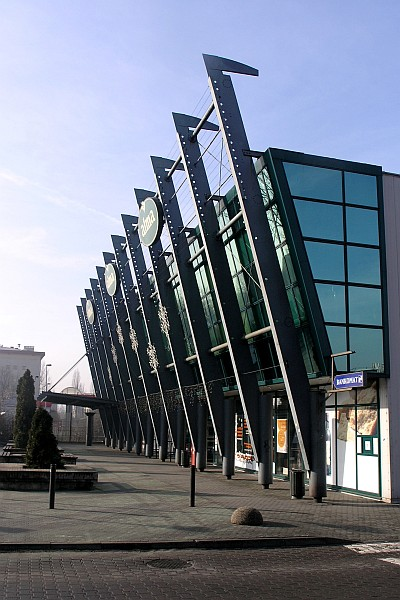
Supermarket ALMA

Olsza – dawna wieś zlokalizowana w Dolinie Prądnika, ok. 3 km na północny wschód od centrum Krakowa, obecnie w granicach Krakowa, obecnie jej tereny wchodzą w skład dzielnicy III Prądnik Czerwony i dzielnicy II Grzegórzki. Część dawnej Olszy na terenie Dzielnicy II zajmuje obecnie Osiedle Oficerskie.

## Etymologia nazwy
Olsza jest nazwą odapelatywną od nazwy drzewa olsza. Pierwotnie tereny Olszy porastały gęste lasy łęgowe, charakterystyczne dla dolin rzecznych (tu – dla Doliny Prądnika) i zbudowane głównie z olchy czarnej.

## Położenie
Olsza położona jest na północny wschód od Starego Miasta i na zachód od Rakowic. Dawne granice Olszy biegły: od północnego wschodu w rejonie obecnej ul. Malawskiego, od południowego wschodu wzdłuż obecnych ulic Pilotów (częściowo), Olszyny i Brodowicza, od południowego zachodu linią obecnej ul. Lubomirskiego, od północnego zachodu obecnymi ulicami Rakowicką i Brogi.
Obecnie od południa Olsza graniczy z wzniesionym w dawnej południowej części wsi Osiedlem Oficerskim. Granica jest umowna, można przyjąć, że do Osiedla Oficerskiego należy ta część zabudowy, która powstała w uporządkowanej formie do II wojny światowej. Można też przyjąć umowną granicę na linii ul. Grochowskiej i rzeki Białuchy. Od zachodu Olsza graniczy z os. Warszawskie (rozdziela rzeka Prądnik wzdłuż ul. Gdańskiej). Od północy od os. Olsza II oddziela linia ulic: Malawskiego, Bohaterów Wietnamu i Młyńskiej. Od wschodu ul. Meissnera rozdziela od os. Pszona, a ul. Chałupnika od os. Śliczna.
Przez Olszę przepływa rzeka Białucha (Prądnik). Olszę przecina dwutorowa linia kolejowa PLK-100 (Kraków Mydlniki – Gaj) będąca „małą” towarową obwodnicą Krakowa, obecnie wykorzystywana przez pociągi towarowe oraz kilka pociągów TLK.

## Historia

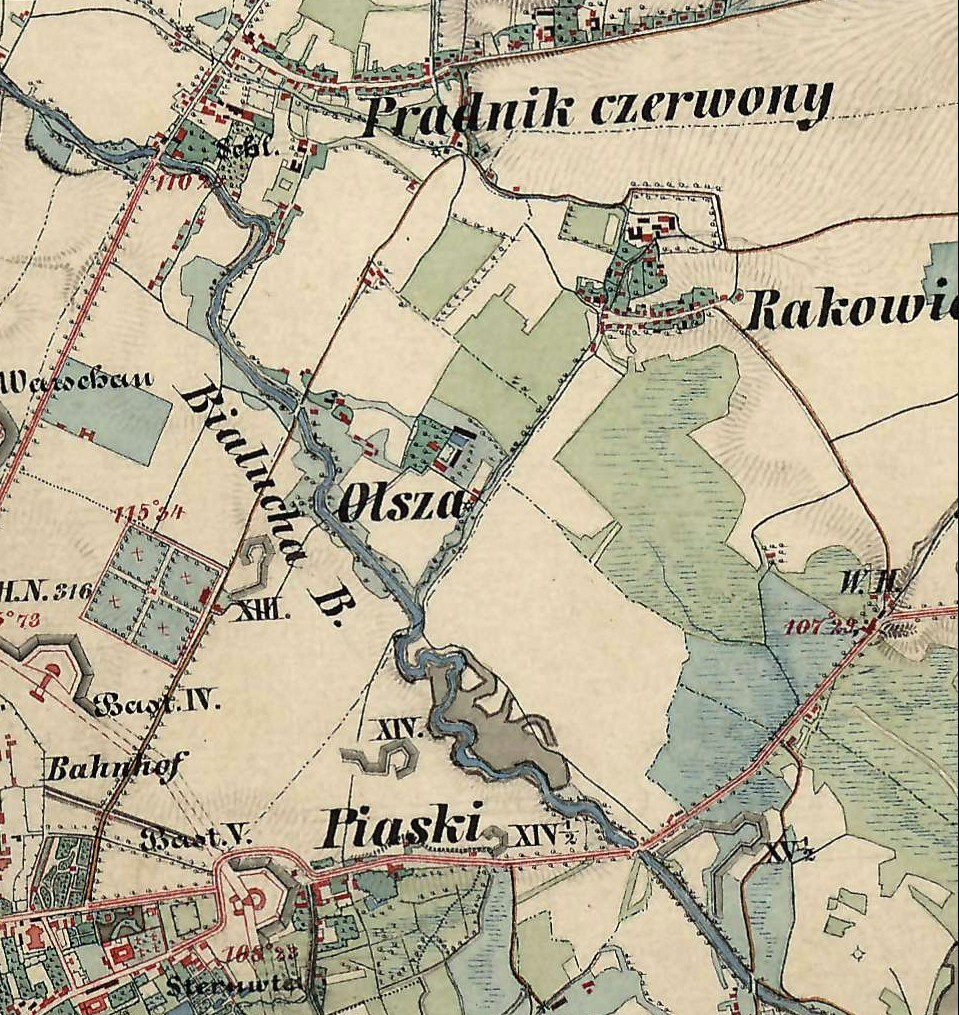
Kraków Olsza – fragment mapy Cesarstwa Austriackiego z XIX wieku

Pierwsza wzmianka na temat Olszy pochodzi z XVII w., kiedy to stanowiła część Prądnika Czerwonego, jednak z osobnym folwarkiem (w rejonie obecnych ulic Kanonierów, Pięknej, Ptasiej i Sokołowskiego).
W 1910 południową część wsi Olsza przyłączono do Krakowa. W okresie międzywojennym powstało na tym terenie Osiedle Oficerskie o charakterze willowym. W 1941 do Krakowa przyłączono pozostałą część dawnej wsi.
Większość obecnej zabudowy Olszy powstała na działkach budowlanych wytyczonych po II wojnie światowej z majątku rodziny Potockich.

## Zabytki
Dwór Potockich(ul. Sokołowskiego 19). Już w XVII wieku na terenie tzw. Starej Olszy istniał oddzielny folwark. W drugiej połowie XVIII wieku wybudowany został przez karmelitów bosych dwór. W pierwszej połowie XIX stulecia został on przebudowany w stylu klasycystycznym, z kolumnowym portykiem od południa. Otoczenie dworku zmieniono na park krajobrazowy.: Dwór wraz z parkiem o powierzchni 3,3 ha jest wpisany pod nazwą „Ogród w Olszy” do ewidencji zabytków Wojewódzkiego Urzędu Ochrony Zabytków.

## Placówki oświatowe
- Młodzieżowy Dom Kultury „Dom Harcerza” przy ul. Lotniczej 1. Prowadzi on zajęcia nauki gry na instrumentach (gitara klasyczna, perkusja, keyboard) oraz koła zainteresowań (malarskie, fotograficzne, taneczne itd.)

## Infrastruktura
- linia kolejowa PLK-100 (Kraków Mydlniki - Gaj). W 2018 uruchomiono przystanek osobowy Kraków Olsza do obsługi pociągów regionalnych[1].

## Galeria

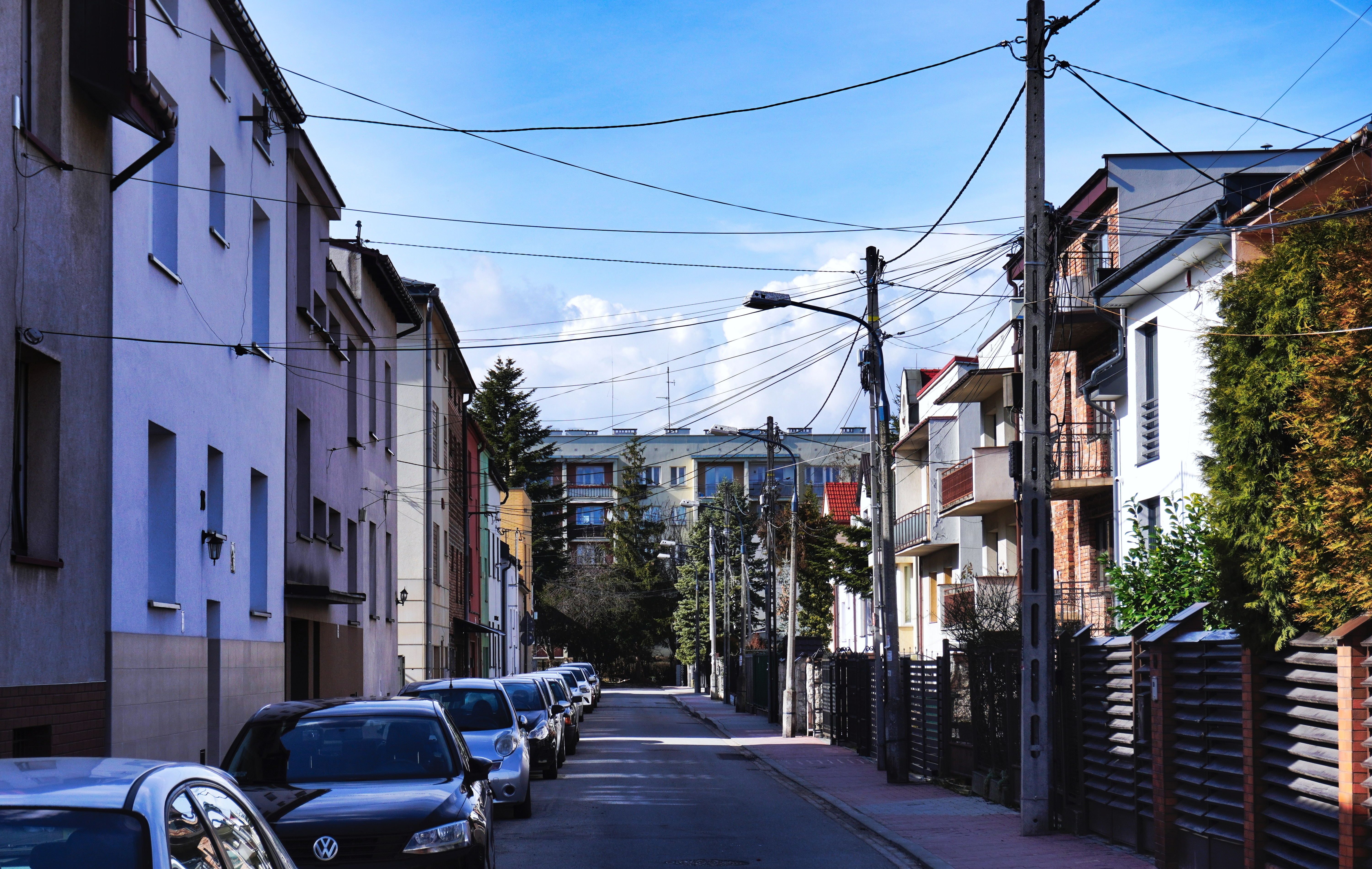
Ulica Henryka Wieniawskiego
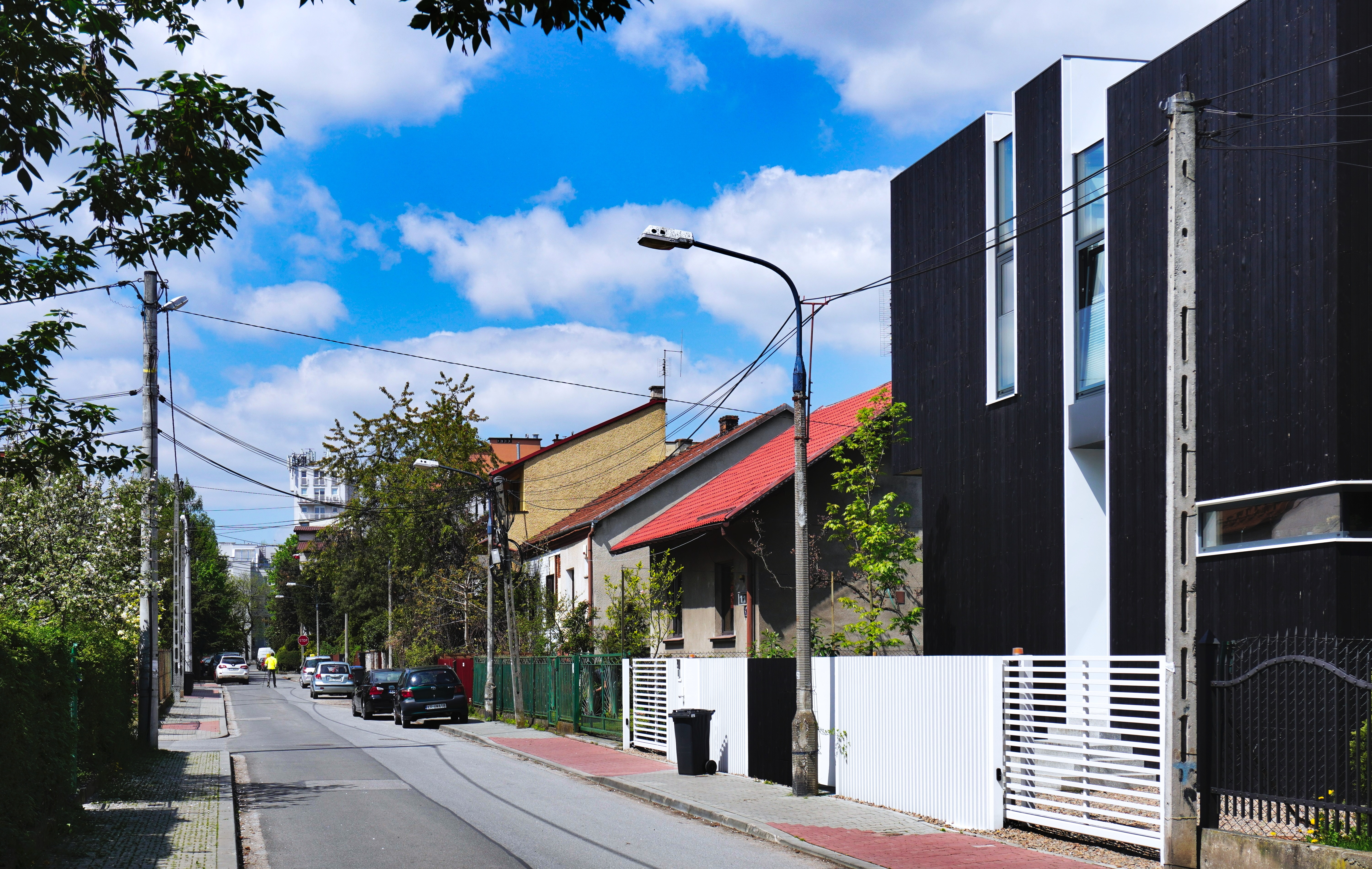
Ulica Dobra
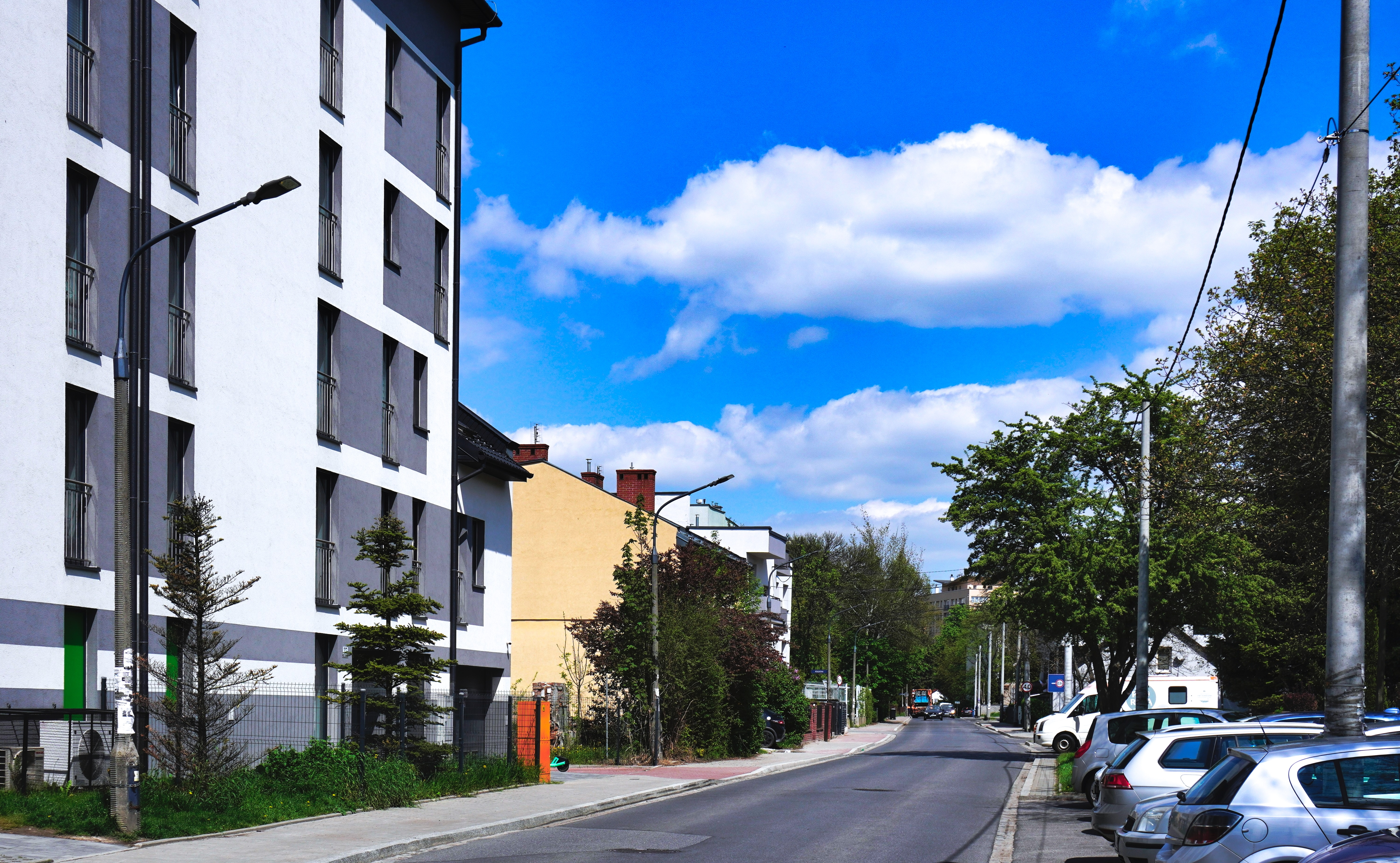
Ulica Brogi
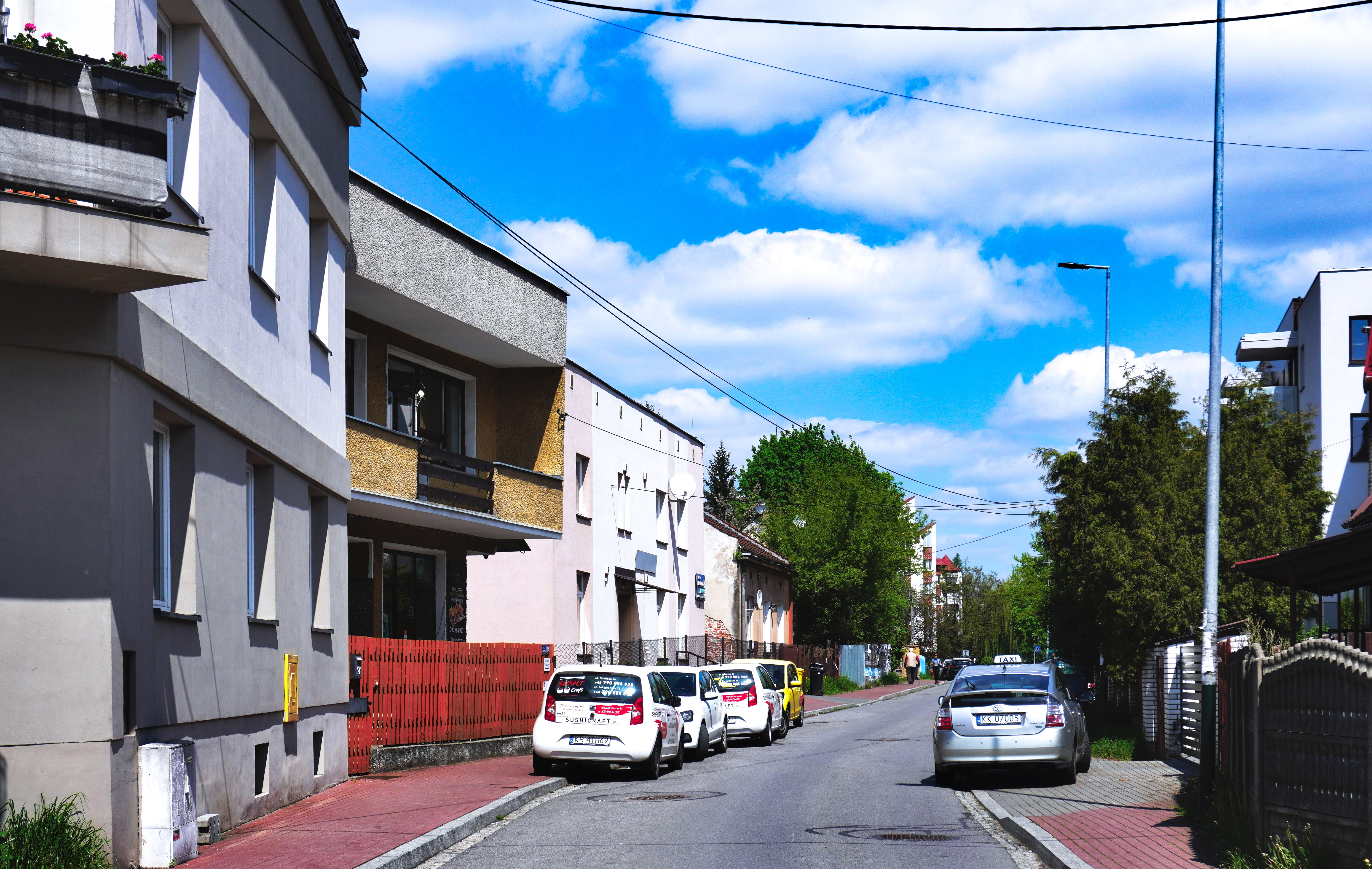
Ulica Gdańska
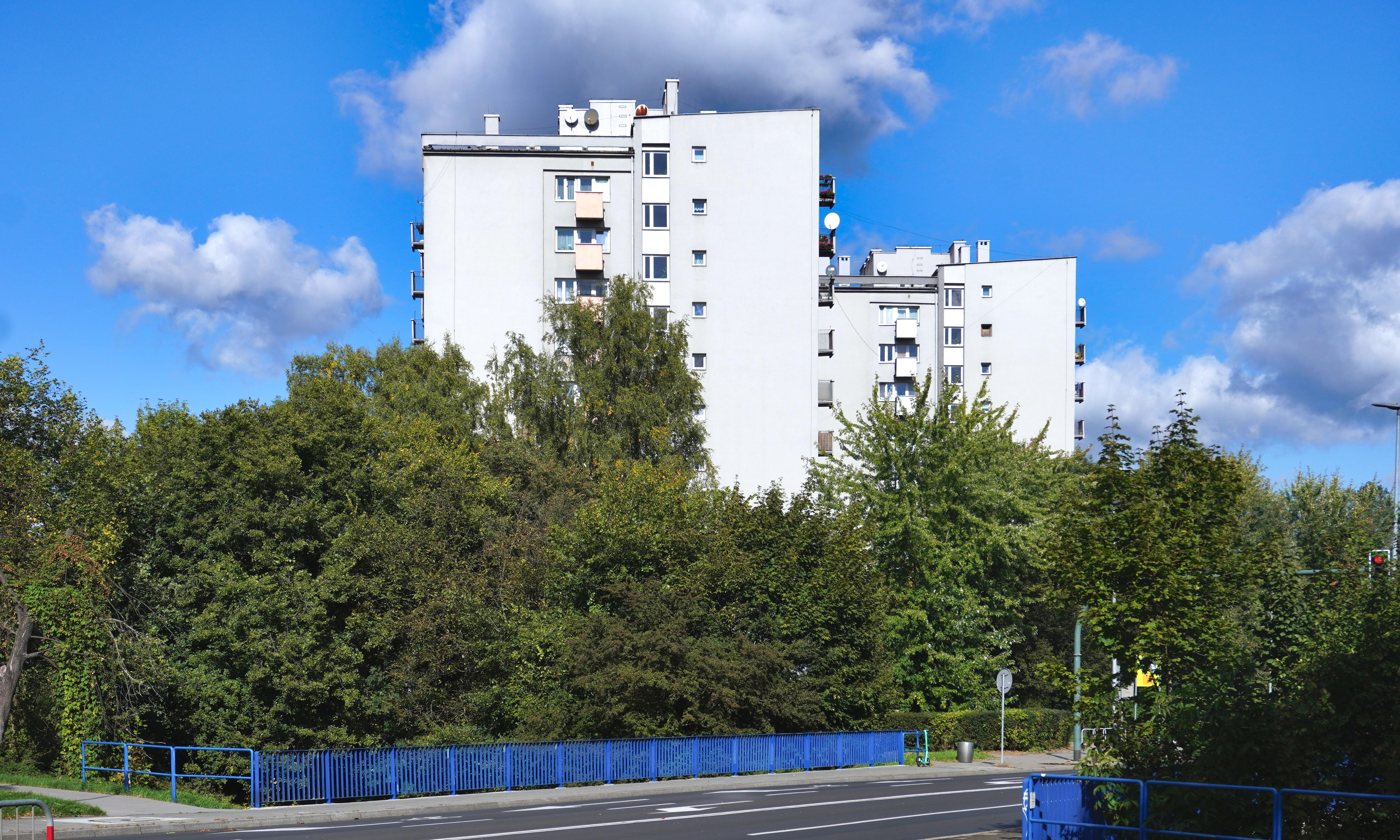
Bloki przy ul. Cieplińskiego 50 i 52